# 刑事ジョン・ルーサー
『刑事ジョン・ルーサー』（けいじジョン・ルーサー、Luther）は、2010年から英BBCで放送されているテレビドラマでイドリス・エルバ主演のサイコサスペンス・ミステリー。
主演のイドリス・エルバは本作にてゴールデングローブ賞 テレビドラマ部門 男優賞 (ミニシリーズ・テレビ映画部門)とプライムタイム・エミー賞 主演男優賞 (ミニシリーズ/テレビ映画部門)にそれぞれ4回ずつノミネートされ、そのうち第69回ゴールデングローブ賞において受賞を果たしている。
日本では、シーズン1から5までがAXNミステリーで放送された他、2019年8月25日現在、Amazonプライム・ビデオとHuluでシーズン1から5までが配信されている。また『刑事ルーサー』のタイトルで、2019年8月3日よりNHK BSプレミアムにてシーズン1から4までの計16話が放送された。
2023年、映画『刑事ジョン・ルーサー: フォールン・サン』が制作された。

## キャスト
ジョン・ルーサー
演 - イドリス・エルバ、日本語吹替 - 坂詰貴之
ロンドン警察の主任警部。高い洞察力で事件を解決するが、精神的に不安定で一匹狼的な存在。
アリス・モーガン
演 - ルース・ウィルソン、日本語吹替 - 沢城みゆき
天体物理学者。18歳で博士号を取得した天才児。両親殺害容疑で逮捕されるが証拠がなく釈放。その後、ルーサーと親しくなっていく。
ゾーイ・ルーサー
演 - インディラ・ヴァルマ、日本語吹替 - 樋口あかり
ルーサーの別居中の妻。人道法専門弁護士。シーズン1のみ。
イアン・リード
演 - スティーヴン・マッキントッシュ、日本語吹替 - 清水明彦
ルーサーの同僚でロンドン警察警部。ルーサーの数少ない友人。シーズン1のみ。
ジャスティン・リプリー
演 - ウォーレン・ブラウン、日本語吹替 - 櫻井トオル
ルーサーを慕い、念願が叶い同じ部署で勤務している若き刑事。巡査部長。シーズン4まで。
ローズ・テラー
演 - サスキア・リーヴス、日本語吹替 - 安藤麻吹
ロンドン警察警視でルーサーの上司。ルーサーの良き理解者でもある。シーズン1のみ。
マーク・ノース
演 - ポール・マッギャン、日本語吹替 - 内田夕夜
ゾーイの恋人。シーズン1、2、5のみ。
マーティン・シェンク
演 - ダーモット・クロウリー、日本語吹替 - 関輝雄
ルーサーの上司である警視。ルーサーの能力を高く評価し信頼している。
エリン・グレイ
演 - ニキ・アムカ＝バード、日本語吹替 - 木下紗華
ルーサーとジャスティンの同僚の巡査部長。ルーサーに疑問を持っている。のちに警察内部の不正を取り締まる部署の警部に。シーズン2と3のみ。
ベニー・シルバー
演 - マイケル・スマイリー、日本語吹替 - 駒谷昌男
ルーサーとジャスティンの同僚。テクノロジー担当。ゲームやオカルトなどにも詳しい。
ジョージ・スターク
演 - デヴィッド・オハラ、日本語吹替 - 水野龍司
警察内部の不正を取り締まる部署の警視。退職していたが、ルーサーの調査のために復帰。エリンの上司。シーズン3のみ。
メアリー・デイ
演 - シエンナ・ギロリー、日本語吹替 - 渋谷はるか
自動車の接触事故をきっかけにルーサーと知り合い、互いに惹かれあって親しくなった女性。シーズン3のみ。

## スタッフ
- 製作総指揮：フィリッパ・ジャイルズ
- 制作：サム・ミラー（英語版）

## エピソード
| シーズン | シーズン | 話数 | 話数 | 放送期間       | 放送期間       |
| シーズン | シーズン | 話数 | 話数 | 初回放送       | 最終回放送     |
| -------- | -------- | ---- | ---- | -------------- | -------------- |
|          | 1        | 6    | 6    | 2010年5月4日   | 2010年6月8日   |
|          | 2        | 4    | 4    | 2011年6月14日  | 2011年7月5日   |
|          | 3        | 4    | 4    | 2013年7月2日   | 2013年7月23日  |
|          | 4        | 2    | 2    | 2015年12月15日 | 2015年12月22日 |
|          | 5        | 4    | 4    | 2019年1月1日   | 2019年1月4日   |

各エピソードにタイトルはつけられていないが、NHKの放送では以下の日本語タイトルがつけられている。
1. アリス
2. 帰還兵の暴走
3. いけにえの子羊
4. バンの運転手
5. 18粒のダイヤ
6. 頭の中のクモ
7. 彼は日の出なり
8. バネ足ジャックの野望
9. ベドラム・アクシス
10. さいは投げられた
11. ショーディッチ・クリーパー
12. 寡黙な巡礼者
13. ケイトリンに捧ぐ
14. ピクシー
15. ギーク・パトロール
16. 死者の世界

## 受賞
| 年   | テレビドラマ賞                 | 賞                                                | 対象             | 結果       |
| ---- | ------------------------------ | ------------------------------------------------- | ---------------- | ---------- |
| 2011 | 第68回ゴールデングローブ賞     | 主演男優賞（ミニシリーズ/テレビ映画）             | イドリス・エルバ | ノミネート |
| 2011 | 第63回プライムタイム・エミー賞 | 主演男優賞 (ミニシリーズ/テレビ映画)              | イドリス・エルバ | ノミネート |
| 2012 | 第69回ゴールデングローブ賞     | 主演男優賞（ミニシリーズ/テレビ映画）             | イドリス・エルバ | 受賞       |
| 2012 | 第64回プライムタイム・エミー賞 | 作品賞 (ミニシリーズ/テレビ映画)                  |                  | ノミネート |
| 2012 | 第64回プライムタイム・エミー賞 | 主演男優賞 (ミニシリーズ/テレビ映画)              | イドリス・エルバ | ノミネート |
| 2012 | 第64回プライムタイム・エミー賞 | 監督賞 (ミニシリーズ/テレビ映画/ドラマスペシャル) | サム・ミラー     | ノミネート |
| 2012 | 第64回プライムタイム・エミー賞 | 脚本賞 (ミニシリーズ/テレビ映画/ドラマスペシャル) | ニール・クロス   | ノミネート |
| 2014 | 第71回ゴールデングローブ賞     | 主演男優賞（ミニシリーズ/テレビ映画）             | イドリス・エルバ | ノミネート |
| 2014 | 第66回プライムタイム・エミー賞 | 作品賞 (ミニシリーズ)                             |                  | ノミネート |
| 2014 | 第66回プライムタイム・エミー賞 | 主演男優賞 (ミニシリーズ/テレビ映画)              | イドリス・エルバ | ノミネート |
| 2014 | 第66回プライムタイム・エミー賞 | 脚本賞 (ミニシリーズ/テレビ映画/ドラマスペシャル) | ニール・クロス   | ノミネート |
| 2016 | 第73回ゴールデングローブ賞     | 主演男優賞（ミニシリーズ/テレビ映画）             | イドリス・エルバ | ノミネート |
| 2016 | 第68回プライムタイム・エミー賞 | 作品賞 (テレビ映画)                               |                  | ノミネート |
| 2016 | 第68回プライムタイム・エミー賞 | 主演男優賞 (リミテッドシリーズ/テレビ映画)        | イドリス・エルバ | ノミネート |
| 2016 | 第68回プライムタイム・エミー賞 | 撮影賞 (リミテッドシリーズ/テレビ映画)            | ジョン・コンロイ | ノミネート |